# 2154 Underhill
2154 Underhill је астероид главног астероидног појаса чија средња удаљеност од Сунца износи 2,635 астрономских јединица (АЈ).
Апсолутна магнитуда астероида је 12,7.